# Alexander Marusch
Alexander Marusch (* 1977 in Rohne (Oberlausitz)) ist ein deutscher Schauspieler, Regisseur und Dozent.

## Leben
Alexander Marusch wurde 1977 in Rohne (Oberlausitz) geboren und arbeitete nach dem Abitur 1996 am Niedersorbischen Gymnasium Cottbus zunächst als Schauspieleleve an den Theatern in Bautzen und in Cottbus. Nachdem er in Amsterdam einige freie Projekte verwirklichte, studierte er von 2001 bis 2005 Regie an der Hochschule für Schauspielkunst Ernst Busch in Berlin. In den Jahren 2003 und 2004 realisierte er in Berlin und Zürich zwei Kurzfilme als Regisseur und mit Peace for Tauris nach Euripides seine erste größere Theaterinszenierung. Nach dem Studium war er als Regieassistent am Schauspiel Leipzig tätig und erarbeitete hier seine ersten eigenen Inszenierungen.
Seit 2009 arbeitet Alexander Marusch als freischaffender Regisseur an verschiedenen Theatern der Bundesrepublik Deutschland und inszenierte sogar in Kooperation mit dem Theater Konstanz in Afrika am Theater Nanzikambe in Blantyre (Malawi). Ab der Spielzeit 2020/21 ist er als Oberspielleiter am  Schleswig-Holsteinisches Landestheater engagiert.
An der Hochschule für Musik und Theater Rostock, der  Fachakademie für darstellende Kunst der Landeshauptstadt München und  der Universität für Musik und darstellende Kunst Graz in Österreich ist er als Dozent und Gastprofessor tätig.

## Theater
- 2004: Nach Euripides: Peace for Tauris (Berliner Arbeiter-Theater)
- 2005: George Tabori: Frühzeitiges Ableben (Schauspiel Leipzig)
- 2006: Sarah Kane: Zerbombt (Schauspiel Leipzig)
- 2007: Christian Lollike: Nathan (ohne Titel) (Schauspiel Leipzig)
- 2009: Jewgeni Grischkowez: Der Planet (Theater Konstanz)
- 2010: Johann Wolfgang von Goethe: Clavigo (Rheinisches Landestheater Neuss)
- 2010: Ronald M. Schernikau: Irene Binz (Theater Magdeburg)
- 2010: Christian Lollike: Die Geschichte der Zukunft (Theater Magdeburg)
- 2011: Charles Ludlam: Das Geheimnis der Irma Vep (Theater Konstanz)
- 2011: Nicky Silver/René Pollesch: Die Altruisten (Münchner Kammerspiele)
- 2011: Georg Büchner: Woyzeck (Rheinisches Landestheater Neuss)
- 2011: Lars von Trier: Der Boss vom Ganzen (Junges Theater Göttingen)
- 2012: Ingrid Lausund: Benefiz – Jeder rettet einen Afrikaner (Theater Konstanz)
- 2012: Anders Thomas Jensen: Adams Äpfel (Theater Magdeburg)
- 2013: Philipp Löhle: Das Ding (Theater Magdeburg)
- 2013: Annette Reber: Väterchen Frost (Volkstheater Rostock)
- 2014: Thomas Brussig/Leander Haußmann: Sonnenallee (Volkstheater Rostock)
- 2014: Felicia Zeller: X-Freunde (Theater Osnabrück)
- 2014: Samuel Beckett: Warten auf Godot (Theater Nanzikambe Blantyre Malawi)
- 2015: William Shakespeare: Ein Sommernachtstraum (Theater Konstanz)
- 2015: Gotthold Ephraim Lessing: Miss Sara Sampson (Theater Konstanz)
- 2015: Joseph Kesselring: Arsen und Spitzenhäubchen (Landestheater Tübingen)
- 2016: David Seidler: The King’s Speech (Rheinisches Landestheater Neuss)
- 2016: Yasmina Reza: Drei Mal Leben (Rheinisches Landestheater Neuss)
- 2016: Claude Magnier: Oscar (Staatstheater Augsburg)
- 2017: Ray Cooney: Cash – un egaalweg pladdern de moneten (Oldenburgisches Staatstheater)
- 2017: Peter H. Vollmer nach Aristophanes: Lysistrata (Schlossfestspiele Ettlingen)
- 2017: Marius von Mayenburg: Stück Plastik (Landestheater Tübingen)
- 2018: Wilhelm Jacoby/Carl Laufs: Pension Schöller (Wuppertaler Bühnen)
- 2018: Ken Ludwig: Otello draff nich platzen (Oldenburgisches Staatstheater)
- 2018: Wilhelm Jacoby/Carl Laufs: Pension Schöller (Theater in Heilbronn)
- 2019: Frederik Knott: Bei Anruf Mord (Oldenburgisches Staatstheater)
- 2019: William Shakespeare: Maß für Maß (Universität für Musik und darstellende Kunst Graz – Österreich)
- 2019: Molière: Der Geizige (Wuppertaler Bühnen)
- 2020: Gotthold Ephraim Lessing: Nathan der Weise ( Schleswig-Holsteinisches Landestheater)
- 2020: Simon Stephens: Steilwand (Nationaltheater Mannheim)